# William Webb Ellis

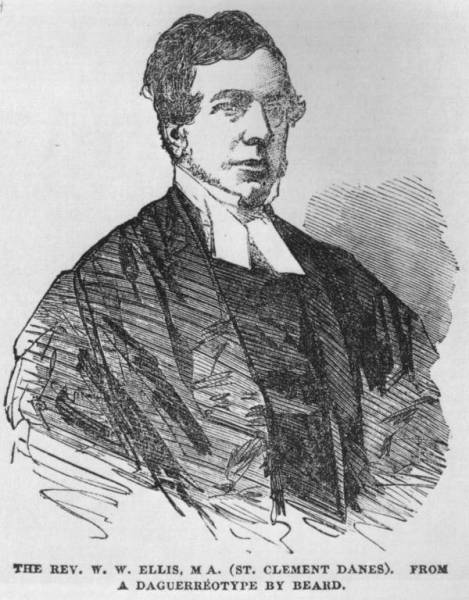
Die einzige bekannte Abbildung von William Webb Ellis, erschienen 1857 in den Illustrated London News

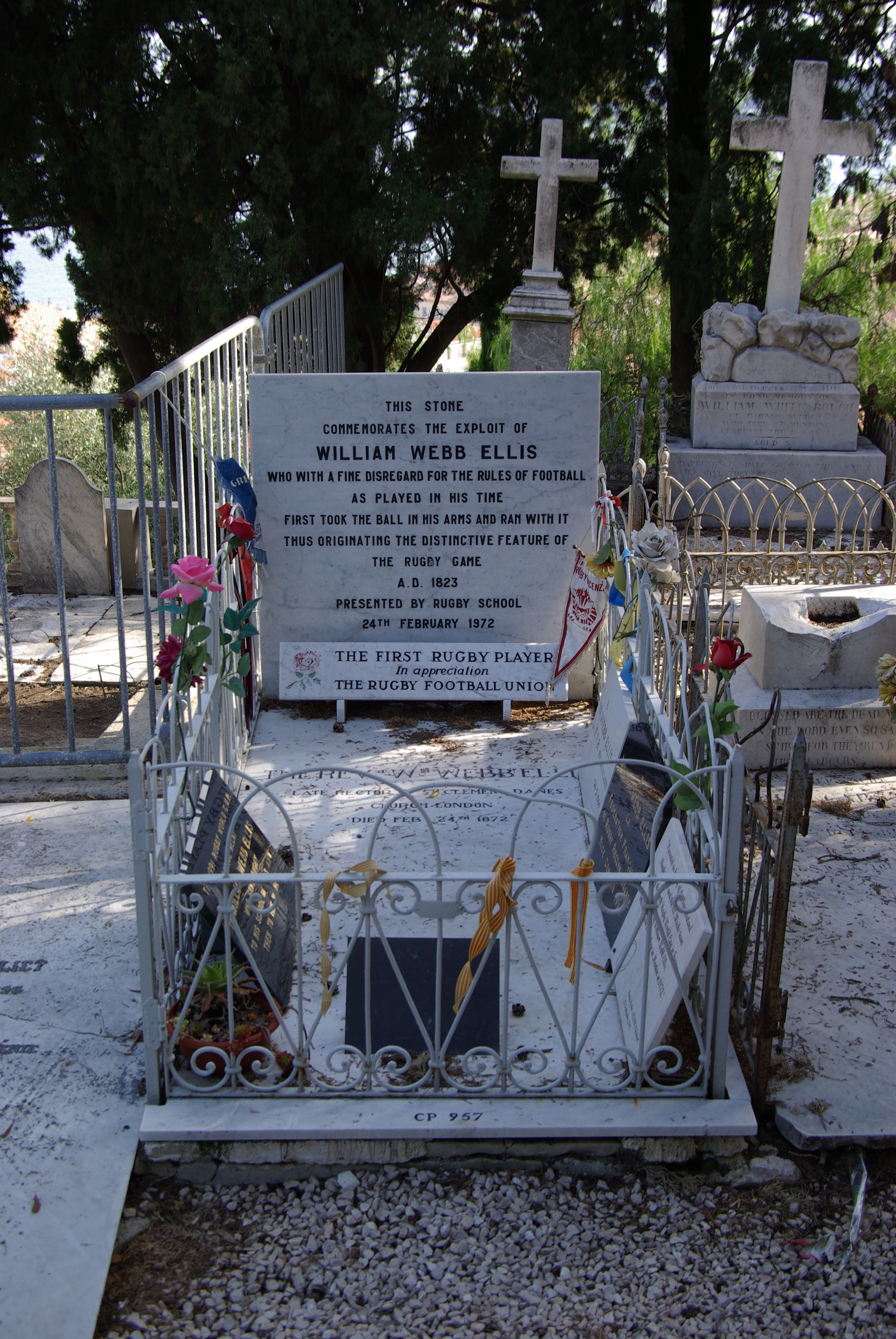
Grab in Menton

William Webb Ellis (* 24. November 1806 in Salford, Lancashire; † 24. Februar 1872 in Menton) war ein englischer Geistlicher. Ihm wird nachgesagt, dass er 1823 die Sportart Rugby erfunden habe. Der Wahrheitsgehalt dieser Behauptung wird allgemein angezweifelt, dennoch hat Webb Ellis in der Geschichte des Rugby eine nahezu mythische Bedeutung als eine Art „Gründervater“ erlangt. Sein Name lebt im Webb Ellis Cup weiter, der Trophäe, die den Siegern der Rugby-Union-Weltmeisterschaft überreicht wird.
Selbst wenn es stimmen sollte, dass Webb Ellis als erster einen Ball in die Hände nahm und damit davonrannte, um ein Tor zu erzielen, so war dies nicht der Auslöser für die Spaltung in Rugby und Fußball. Diese geschah endgültig erst rund 40 Jahre später.

## Biographie

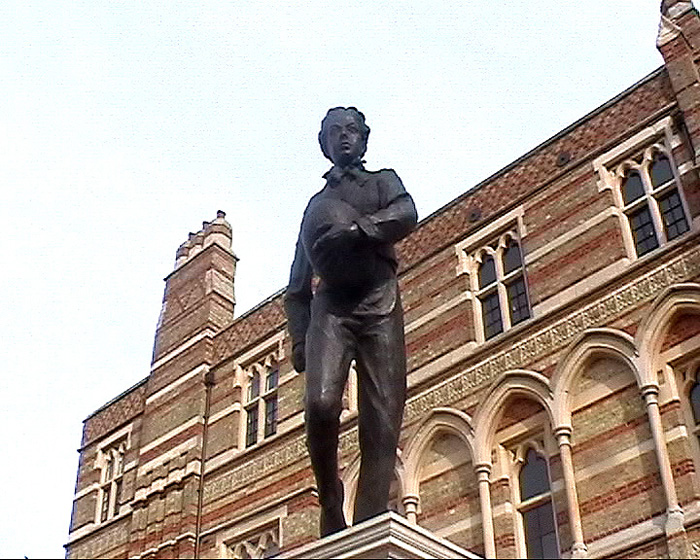
Statue von Webb Ellis vor der Rugby School

William Webb Ellis wurde als Sohn von James Ellis, einem Offizier der Dragoon Guards, und dessen aus Exeter stammenden Ehefrau Ann Webb geboren. Über den Geburtsort herrscht Unklarheit; einige Quellen nennen Salford, andere wiederum die Nachbarstadt Manchester (William Webb Ellis selbst gab bei der Volkszählung 1851 an, in Manchester geboren zu sein). Nachdem der Vater 1812 in Spanien in der Schlacht von Albuera gefallen war, zog die Familie in die Stadt Rugby in der Grafschaft Warwickshire um.
Zusammen mit seinem älteren Bruder Thomas erhielt William Webb Ellis seine Ausbildung in der Rugby School; da sie innerhalb eines Umkreises von 10 Meilen um die Stadt lebten, konnten sie dieses renommierte Internat kostenlos besuchen. William Webb Ellis war hier von 1816 bis 1825 eingeschrieben. Die Lehrer bezeichneten ihn als guten Schüler, bemerkten aber, dass er dazu neige, „sich beim Cricket auf unfaire Weise Vorteile zu verschaffen“. Der Zwischenfall, bei dem er während eines Fußballspiels den Ball in seine Hände nahm und damit davonrannte, soll sich in der zweiten Jahreshälfte 1823 zugetragen haben.
1826 ging Webb Ellis auf die Oxford University, wo er Theologie studierte und in der Cricket-Mannschaft des Brasenose College spielte. Nach Abschluss des Studiums wurde er Kaplan der Pfarrei St George in der Albemarle Street in London, später Pfarrer von St Clement Danes an der Strand, ebenfalls in London. 1855 übernahm er eine Dorfpfarrei in der Grafschaft Essex. 1857 erschien in der Zeitschrift Illustrated London News die einzige bekannte Abbildung von Ellis, nachdem er eine besonders aufwühlende Predigt zum Krimkrieg gehalten hatte. Er starb im Alter von 65 Jahren in Südfrankreich. Sein Grab in Menton wurde 1958 von Ross McWhirter wiederentdeckt und danach renoviert.

## Die Legende

### Ursprung
Die Behauptung, dass Webb Ellis den Rugbysport begründet habe, geht auf Matthew Bloxam zurück, einen Antiquitätenhändler und ehemaligen Schüler der Rugby School. Im Oktober 1876 schrieb er der Schulzeitung The Meteor, er habe von einer ungenannten Quelle erfahren, dass der Wechsel von einem tretenden zu einem werfenden Spiel auf William Webb Ellis zurückzuführen sei. Im Dezember 1880 schmückte er diese Version in einem weiteren Brief an den Meteor aus:
„A boy of the name Ellis – William Webb Ellis – a town boy and a foundationer, ... whilst playing Bigside at football in that half-year [1823], caught the ball in his arms. This being so, according to the then rules, he ought to have retired back as far as he pleased, without parting with the ball, for the combatants on the opposite side could only advance to the spot where he had caught the ball, and were unable to rush forward till he had either punted it or had placed it for some one else to kick, for it was by means of these placed kicks that most of the goals were in those days kicked, but the moment the ball touched the ground the opposite side might rush on. Ellis, for the first time, disregarded this rule, and on catching the ball, instead of retiring backwards, rushed forwards with the ball in his hands towards the opposite goal, with what result as to the game I know not, neither do I know how this infringement of a well-known rule was followed up, or when it became, as it is now, a standing rule.“
„Ein Junge namens Ellis – William Webb Ellis – ein Einheimischer und externer Schüler, ... nahm in diesem Halbjahr (1823) bei einem Fußballspiel in der Bigside den Ball in seine Hände. Aufgrund dessen konnte er gemäß den damaligen Regeln so weit zurückgehen, wie er beliebte, ohne vom Ball getrennt zu werden. Die Spieler der gegnerischen Mannschaft konnten nur zu jener Stelle vorrücken, wo er den Ball erobert hatte und es war ihnen nicht möglich, vorwärts zu stürmen, bis er den Ball aus der Hand schlug oder ihn abgelegt hatte, damit ein Mitspieler einen Kick ausführen konnte; die meisten Tore wurden damals durch diese platzierten Kicks erzielt, doch in jenem Moment, wo der Ball den Boden berührte, konnte die gegnerische Mannschaft voranstürmen. Ellis war der erste, der diese Regel missachtete, und nach dem Fangen des Balls, anstatt ihn zurückzuwerfen, stürmte er mit dem Ball in seinen Händen vorwärts zum gegnerischen Tor. Wie sich dies auf das Ergebnis des Spiels auswirkte, weiß ich nicht, auch weiß ich nicht, wie diese Missachtung einer wohlbekannten Regel aufgenommen wurde oder wie sie sich zur heute bestehenden festen Regel entwickelte.“

### Untersuchung
Die Behauptung, Webb Ellis habe das Rugbyspiel erfunden, wurde erst vier Jahre nach seinem Tod verbreitet. Spätestens seit 1895 gab es immer wieder Zweifel, als das Ereignis erstmals von der Old Rugbeian Society, der Vereinigung der ehemaligen Rugby-Schüler, untersucht wurde. Unter den Zeugen, die befragt wurden, waren Thomas Harris und sein Bruder John, welche die Rugby School 1828 bzw. 1832 verlassen hatten. Sie gaben an, das Halten des Balls in den Händen sei strikt verboten gewesen. Man fragte den Schriftsteller Thomas Hughes, wie das Spiel während seiner Schulzeit (1834–1842) denn genau gespielt worden sei. Er sagte dazu: „In meinem ersten Jahr, 1834, war das Rennen mit dem Ball, um mit dem Absetzen innerhalb des Tors einen Versuch zu erzielen, grundsätzlich nicht verboten, doch damals hätte eine Jury aus Rugby-Schülern sicherlich auf 'gerechtfertigten Totschlag' plädiert, falls ein Junge beim Versuch, den Gegenspieler aufzuhalten, getötet worden wäre.“

### Kontroverse
Einige Quellen behaupten, dass Webb Ellis eigentlich eine als Caid bekannte Sportart vorgeführt habe, ein altes irisches Spiel, das Ähnlichkeiten mit Rugby aufweist. Es wird spekuliert, Webb Ellis habe dieses Spiel in seiner Jugend kennengelernt, als sein Vater in Irland stationiert war. Schon die Römer kannten ein ähnliches Spiel namens Harpastum, was den Verdacht weckt, dass Webb Ellis grundsätzlich nicht der Erfinder des Rugby sein kann. Darüber hinaus war 1823 noch immer ein Spiel namens „cnapan“ verbreitet. An diesem nahmen auf jeder Seite bis zu 1000 Spieler teil, und es beinhaltete Elemente mit viel Körperkontakt, die den heutigen Rugby-Spielzügen Gedränge und Gasse ähneln. Der Ball wurde nicht getreten, da er aus Holz war und mit Talg geschmiert wurde, um ihn schlüpfrig zu machen. Es besteht durchaus die Möglichkeit, dass einige Schüler der Rugby School dieses Spiel kannten.
Auch besteht Unklarheit darüber, welche Regeln in der Rugby School beim Fußball galten (diese waren zu jener Zeit nicht standardisiert und von Ort zu Ort teilweise sehr verschieden). Es wird berichtet, dass die Regeln damals ständig geändert und an neue Begebenheiten angepasst worden seien. Kurz bevor Rugby sich in die zwei konkurrierenden Varianten Rugby Union und Rugby League spaltete, versuchte der Verband Rugby Football Union die erste Variante als einzig richtige darzustellen, indem sie die schon damals dubios erscheinende Geschichte um William Webb Ellis kurzerhand für wahr erklärte und den ehemaligen Schüler der Rugby School zu einer Art „Gründervater“ verklärte.

## Nachwirkung

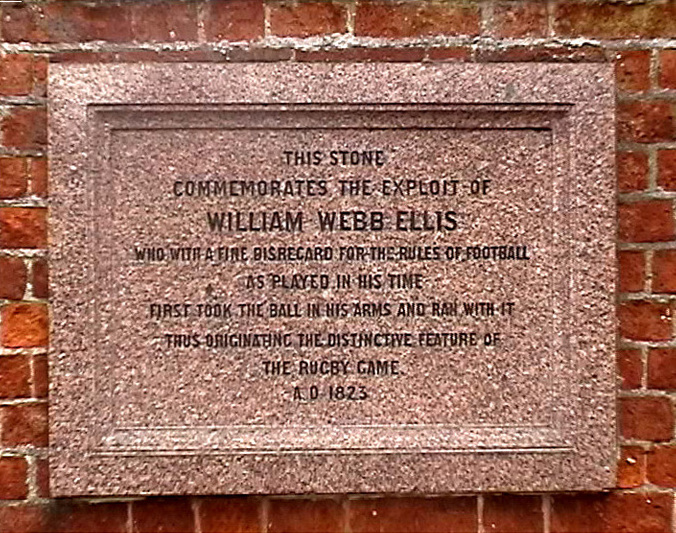
Gedenktafel

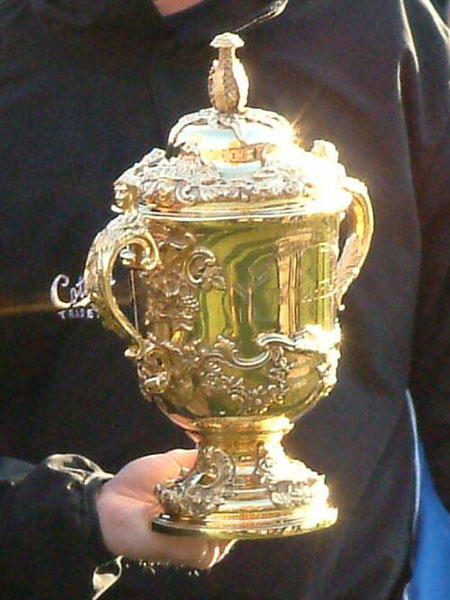
Webb Ellis Cup

Eine Gedenktafel auf dem Gelände der Rugby School hat folgenden Wortlaut:
| THIS STONE COMMEMORATES THE EXPLOIT OF WILLIAM WEBB ELLIS WHO WITH A FINE DISREGARD FOR THE RULES OF FOOTBALL AS PLAYED IN HIS TIME FIRST TOOK THE BALL IN HIS ARMS AND RAN WITH IT THUS ORIGINATING THE DISTINCTIVE FEATURE OF THE RUGBY GAME A.D. 1823 |

„Dieser Stein erinnert an die Großtat von William Webb Ellis, der im Jahr 1823 in feiner Missachtung der Regeln des Fußballs, wie er zu seiner Zeit gespielt wurde, als erster den Ball in seine Hände nahm, damit davonrannte und so das entscheidende Merkmal des Rugbyspiels begründete.“
Eine gleichlautende Gedenktafel findet sich auf Ellis’ Grab auf dem Friedhof in Menton.
Trotz der ungelösten Frage, ob er nun wirklich während des Rennens den Ball in die Hand nahm und ob er wirklich der Erfinder des Rugbyspiels sei, hat William Webb Ellis in der Geschichte des Rugby einen schon fast legendären und mythischen Status. Der Webb Ellis Cup, die Siegertrophäe der 1987 erstmals durchgeführten Rugby-Union-Weltmeisterschaft, ist nicht zuletzt deshalb nach ihm benannt worden.